# Piero della Francesca

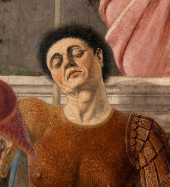
Detalhe da pintura Ressurreição (autorretrato)

Piero Della Francesca (1415  – 12 de outubro de 1492) foi um pintor italiano do Quattrocento, nome dado à primeira fase do movimento Renascentista italiano. Tal qual os grandes mestres de seu tempo, Piero primou sempre pela criatividade em relação ao passado medieval, apresentando técnicas e temáticas inovadoras como, por exemplo, o uso da tela e da pintura a óleo, o retrato, a representação da natureza, o nu, e, sobremaneira, a perspectiva e a criação do volume. No século XV, Piero Della Francesca, desenvolve uma pintura pessoal e solene, misturando formas geométricas e cores intensas. Sua pintura se diferencia pela utilização da geometria espacial e abstração.

## Biografia
Pouco se conhece acerca da biografia do artista. Nasceu em Borgo Santo Sepolcro, região da Toscana, filho do riquíssimo comerciante de tecidos Benedetto de' Franceschi, com o nome de Pietro Franceschi - pertencia, portanto, a uma das mais distintas famílias aristocráticas da história da Toscana e da Itália. (vêm enriquecer o rol de artistas da família, também, os escultores Emilio, Giulio e o notório Alessando Franceschi, todos do século XIX, bem como a professora, escritora e poeta Caterina Franceschi Ferucci, filha do médico e político Antonio Franceschi e da condessa Maria Spada di Cesi. O clã ostenta, ainda, personalidades como Francesco Franceschi, importante editor literário e musical do Renascimento; Luigi Franceschi, bispo de Arezzo, no século XVI; Giovanni Franceschi, conde do Grão-ducado da Toscana, em 1750; o também Luigi Franceschi, general da Armada de Napoleão Bonaparte, além de membros do ramo dos Franceschi Marini, ligados à família Frescobaldi e, atualmente, à nobreza da Baviera). Sob o nome artístico de Piero Della Francesca, Pietro possivelmente estudou com os artistas de Siena, onde morou. Em 1439, trabalhava com Domenico Veneziano nos afrescos para o hospital de Santa Maria Nuova, em Florença. Também trabalhou em Rimini, Roma e Ferrara, onde sua influência é sentida no trabalho alegórico de Cosimo Tura. Entre seus discípulos está Melozzo da Forlì.
Em Arezzo, próximo a sua cidade natal, cria o políptico Misericórdia (1462?) e o fresco "Ressurreição" (1460?), onde utiliza várias perspectivas. O conjunto de frescos realizados para a capela de São Francisco de Arezzo representam A Lenda da Verdadeira Cruz (1452-59) e são os mais representativos do seu trabalho. A obra incompleta A Natividade encontra-se actualmente em Londres. É de sua autoria, ainda, o díptico retratando os duques de Urbino, Frederico de Montefeltro e sua esposa, Battista Sforza. Aliás, tal obra seria, no Século XX, de importância fundamental para o advento do Cubismo, pois foi objeto de estudos por parte de Picasso, Braque e outros, em função da construção quase geométrica dos rostos retratados. Quando começa a ficar cego, Piero passa a dedicar-se à Matemática, escrevendo o tratado De prospectiva pingendi.
O sentido poético da arte de Piero della Francesca exprime-se no sentimento de intemporalidade transmitido pela harmonia dos tons claros e pelo tratamento dado às figuras, tratadas em volumes simples. O termo que melhor define a sua arte é "tranquilidade", o que não dispensa um tratamento técnico rigoroso. O estudo da perspectiva, nomeadamente, absorveu o pintor, tendo dedicado os últimos anos da sua vida a escrever tratados sobre matemática e perspectiva. Sua obra se caracteriza por uma dignidade clássica, similar a Masaccio.

## Outras obras / Galeria
- O Batismo de Cristo: utiliza a paisagem da região da Úmbria. Originalmente era o painel central de um grande tríptico.
- A Flagelação: Uma de suas mais famosas pinturas. Foi executada quando Piero visitou Urbino. Percebe-se que Piero também estava consciente das inovações arquitetônicas da época.
- A Natividade: uma das últimas obras de Piero.
- A Ressurreição de Cristo
- A História da Santa Cruz: faz parte de uma seqüência de afrescos na Igreja de San Francesco, na cidade de Arezzo. Os afrescos contam a história da Lenda da Verdadeira Cruz, a madeira que foi usada na cruz de Cristo.

Pinturas de Piero della Francesca
- Santo Agostinho (1455-60) no MNAA, Lisboa
- Pala di Brera (1472) na Pinacoteca de Brera, Milão
- Batismo de Cristo (1448-50) na Galeria Nacional, Londres
- Flagelação (c. 1455) na Galleria Nazionale delle Marche, Urbino
- Ressurreição (c. 1460) no Museu Cívico de Sansepolcro

- Políptico da Misericódia (1460-62) no Museu Cívico de Sansepolcro
- Políptico de St.º António (c. 1470), na Galeria Nacional da Úmbria
- A História da Vera Cruz (1452-66) na Basílica de S. Francisco de Assis, Arezzo
- Retrato duplo dos duques de Urbino (1465-66) na Galleria degli Uffizi, Florença
- Hércules (c. 1465) no Isabella Stewart Gardner Museum, Boston